# Vilar do Paraíso
Vilar do Paraíso is een plaats (freguesia) in de Portugese gemeente Vila Nova de Gaia en telt 13.126 inwoners (2001).